# Walter Wellman
Walter Wellman, född 3 november 1858 i Mentor, Ohio, död 31 januari 1934 i New York, var en amerikansk journalist och polarfarare.
Wellman gjorde sig känd genom flera misslyckade, men tämligen uppmärksammade försök att nå nordpolen. De första resorna med båtar från Spetsbergen 1894 och från Frans Josefs land 1898-99 nådde ej långt över utgångskusten. Med luftskepp, utrustat på bekostnad av en amerikansk tidning, försökte han därefter somrarna 1906, 1907 och 1909 att från den av Salomon August Andrée använda platsen Virgohamna på Danskön på Svalbard nå polen och lyckades de två senare åren uppstiga, men nödgades med uppoffring av luftskeppet nästan strax gå ned igen. 
År 1910 gjorde han ett försök att med luftskepp korsa Atlanten och nådde ett betydande stycke ut på havet, innan han, även här av ogynnsamma förhållanden, blev tvingad att avbryta färden.